# 비다스 엠 조구
《비다스 엠 조구》(포르투갈어: Vidas em Jogo)는 2011년 방영된 브라질의 텔레노벨라이다.